# Mihai Gere
Mihai Gere (nume original Gerő Mihai) (n. 2 septembrie 1919, Timișoara – d. 7 octombrie 1997, București) a fost un demnitar comunist român de origine maghiară. A fost membru al CPEX al PCR și ministru.
Mihai Gere a fost secretar al Comitetelor Regionale PCR din Cluj și Brașov (1950–1951), vicepreședinte al Consiliului de Stat, iar apoi președinte al Comitetului pentru Problemele Administrației Locale (1961–1965, 1967–1969). Din 1965 devine membru al CC al PCR și al Comitetului Politic Executiv (până în 1989), vicepreședinte al Consiliului de Stat (1965–1967) și șef de secție la CC al PCR (1989). Mihai Gere a fost deputat în Marea Adunare Națională în perioada 1965–1989

## Distincții
- Ordinul Muncii clasa a III-a (30 decembrie 1957) „cu ocazia celei de a zecea aniversări a proclamării Republicii Populare Romîne și pentru merite deosebite în îndeplinirea sarcinilor date de Partidul Muncitoresc Romîn, pentru merite deosebite pe tărîmul construcției de stat, economice, sociale, culturale și obștești”[4]
- Ordinul „23 August” clasa a IV-a (12 august 1959) „pentru merite deosebite în opera de construire a socialismului”[5]
- Medalia „40 de ani de la înființarea Partidului Comunist din Romînia” (6 mai 1961) „pentru merite în activitatea de partid și întărirea regimului democrat-popular”[6]
- Ordinul Muncii clasa a II-a (4 aprilie 1962) „pentru merite deosebite în munca de colectivizare a agriculturii și întărirea economico-organizatorică a gospodăriilor agricole colective”[7]
- Ordinul „Steaua Republicii Populare Romîne” clasa a III-a (18 august 1964) „pentru merite deosebite în opera de construire a socialismului, cu prilejul celei de a XX-a aniversări a eliberării patriei”[8]
- Ordinul „Tudor Vladimirescu” clasa I (30 aprilie 1966) „cu prilejul celei de-a 45-a aniversări de la înființarea Partidului Comunist din România, pentru îndelungată activitate în mișcarea muncitorească și merite deosebite în opera de construire a socialismului”[9]
- Medalia „A XXV-a Aniversare a Eliberării Patriei” (4 august 1969) „pentru merite deosebite în lupta împotriva fascismului, în eliberarea țării, în războiul antihitlerist, în instaurarea puterii democrat-populare și construirea socialismului în Republica Socialistă România, cu prilejul celei de-a XXV-a aniversări a eliberării patriei”[10]
- titlul de Erou al Muncii Socialiste și medalia de aur „Secera și ciocanul” (4 mai 1971) „cu prilejul aniversării a 50 de ani de la constituirea Partidului Comunist Român, [...] pentru activitate îndelungată în mișcarea muncitorească și merite deosebite în opera de construire a socialismului în patria noastră”[11]
- Medalia „25 de ani de la proclamarea Republicii” (26 decembrie 1972) „pentru merite deosebite în opera de construire a socialismului, cu prilejul aniversării a 25 de ani de la proclamarea Republicii”[12]
- Medalia comemorativă „A 40-a aniversare a revoluției de eliberare socială și națională, antifascistă și antiimperialistă” (20 august 1984) „pentru contribuția deosebită adusă la înfăptuirea politicii Partidului Comunist Român de făurire a societății socialiste multilateral dezvoltate în patria noastră, cu prilejul celei de-a 40-a aniversări a revoluției de eliberare socială și națională, antifascistă și antiimperialistă”[13]
- Medalia jubiliară „25 de ani de la încheierea cooperativizării agriculturii în Republica Socialistă România” (15 iunie 1987) „pentru contribuția deosebită adusă la înfăptuirea cooperativizării agriculturii și la realizarea obiectivelor noii revoluții agrare, cu prilejul aniversării a 25 de ani de la încheierea cooperativizării agriculturii în Republica Socialistă România”[14]